# Carla Forte
Carla Dragone Forte (* 11. Januar 1994 in São Paulo) ist eine ehemalige brasilianische Tennisspielerin.

## Karriere
Carla Forte spielte hauptsächlich Turniere auf der ITF Women’s World Tennis Tour, bei der sie einen Einzel- und elf Doppeltitel gewinnen konnte.

## Turniersiege

### Einzel
| Nr. | Datum        | Turnier | Kategorie   | Belag     | Finalgegnerin     | Ergebnis  |
| --- | ------------ | ------- | ----------- | --------- | ----------------- | --------- |
| 1.  | 12. Mai 2013 | Antalya | ITF $10.000 | Hartplatz | Caitlin Whoriskey | 7:63, 7:5 |

### Doppel
| Nr. | Datum              | Turnier             | Kategorie   | Belag     | Partnerin            | Finalgegnerinnen                       | Ergebnis          |
| --- | ------------------ | ------------------- | ----------- | --------- | -------------------- | -------------------------------------- | ----------------- |
| 1.  | 27. September 2008 | Sierra Negra        | ITF $10.000 | Sand      | Carla Tiene          | Ana-Clara Duarte Fernanda Hermenegildo | 6:4, 2:6, [10:8]  |
| 2.  | 29. April 2011     | São Paulo           | ITF $10.000 | Sand      | Gabriela Cé          | Isabela Miró Nathália Rossi            | 7:65, 6:4         |
| 3.  | 2. Juli 2011       | São José dos Campos | ITF $10.000 | Sand      | Maria Fernanda Alves | Monique Albuquerque Fernanda Faria     | 6:4, 0:6, [10:4]  |
| 4.  | 5. August 2011     | São Paulo           | ITF $10.000 | Sand      | Beatriz Haddad Maia  | Isabella Robbiani Kyra Shroff          | 6:75, 6:3, [10:7] |
| 5.  | 30. März 2012      | Ribeirão Preto      | ITF $10.000 | Sand      | Gabriela Cé          | Isabella Robbiani Carolina Zeballos    | 6:1, 3:6, [10:7]  |
| 6.  | 30. März 2013      | Ribeirão Preto      | ITF $10.000 | Sand      | Andrea Benítez       | Eduarda Piai Karina Venditti           | 7:62, 6:1         |
| 7.  | 20. April 2013     | Antalya             | ITF $10.000 | Hartplatz | Andrea Benítez       | Irina Bara Diana Buzean                | 6:2, 6:4          |
| 8.  | 27. April 2013     | Antalya             | ITF $10.000 | Hartplatz | Andrea Benítez       | Catherine Chantraine Angelina Gabujewa | 6:1, 6:4          |
| 9.  | 4. Mai 2013        | Antalya             | ITF $10.000 | Hartplatz | Andrea Benítez       | Rosalia Alda Caitlin Whoriskey         | 6:4, 7:5, [10:4]  |
| 10. | 8. Juni 2013       | Santos              | ITF $10.000 | Sand      | Andrea Benítez       | Ana Clara Duarte Nathaly Kurata        | 6:4, 6:1          |
| 11. | 31. August 2013    | Antalya             | ITF $10.000 | Hartplatz | Andrea Benítez       | Emma Laine Melanie South               | 4:6, 6:3, [10:8]  |